# Иерусалим (станция)
Иерусалим (ивр. תחנת הרכבת ירושלים‎), также Иерусалим-Хан (по названию расположенного рядом Театра Хан) — бывшая железнодорожная станция Израильских железных дорог, расположенная в Иерусалиме, Израиль.

## История
Станция была открыта в 1892 году.
Станция была закрыта в 1998 году и не вошла в проект реконструкции железной дороги. Вместо неё в Иерусалиме построили новые станции.

## План реконструкции станции
Ожидается, что станция вернется к активному железнодорожному обслуживанию в рамках Национального плана инфраструктуры 108, который предусматривает продление новой железной дороги Тель-Авив — Иерусалим до Иерусалим-Малха. Станция будет превращена в промежуточную станцию, при этом первоначальный маршрут на юго-запад, ведущий к Малхе, будет дополнен новым маршрутом на северо-запад, ведущим к железнодорожной станции Иерусалим-Ицхак Навон (нынешняя конечная) через совершенно новую подземную станцию в центре Иерусалима. Однако из-за технических ограничений возрожденная станция будет построена в неглубоком подземном исполнении (как станция Навон, хотя и не так глубоко), и железная дорога достигнет уровня поверхности только на станции Малха.
Подробные планы, обнародованные в ноябре 2021 года, предусматривают, что платформы станции будут расположены на глубине 42 метра под землей. Крыша исторической постройки вокзала будет восстановлена до первоначальных размеров, но сам вокзал останется развлекательным заведением; главный вход на станцию будет построен в виде отдельной стеклянной конструкции. Будут построены два второстепенных входа: один к северу от вокзального комплекса в парке Колокола Свободы, а другой со стороны Хевронской дороги, на крайнем юге вокзального участка.
Как и существующие станции Навон и Малха, а также планируемый вокзал Иерусалим-Центральный, возрожденная станция Иерусалим-Хан будет иметь две островные платформы, обслуживающие четыре пути. Каждая островная платформа будет построена в своде, и оба свода будут соединены прямыми переходами с эскалаторами и лифтами, ведущими на поверхность; в отличие от устройства Иерусалим-Навон, где наземные эскалаторы и лифты ведут только к центральному своду, от которого к платформам ведут переходы над путями.

## Галерея

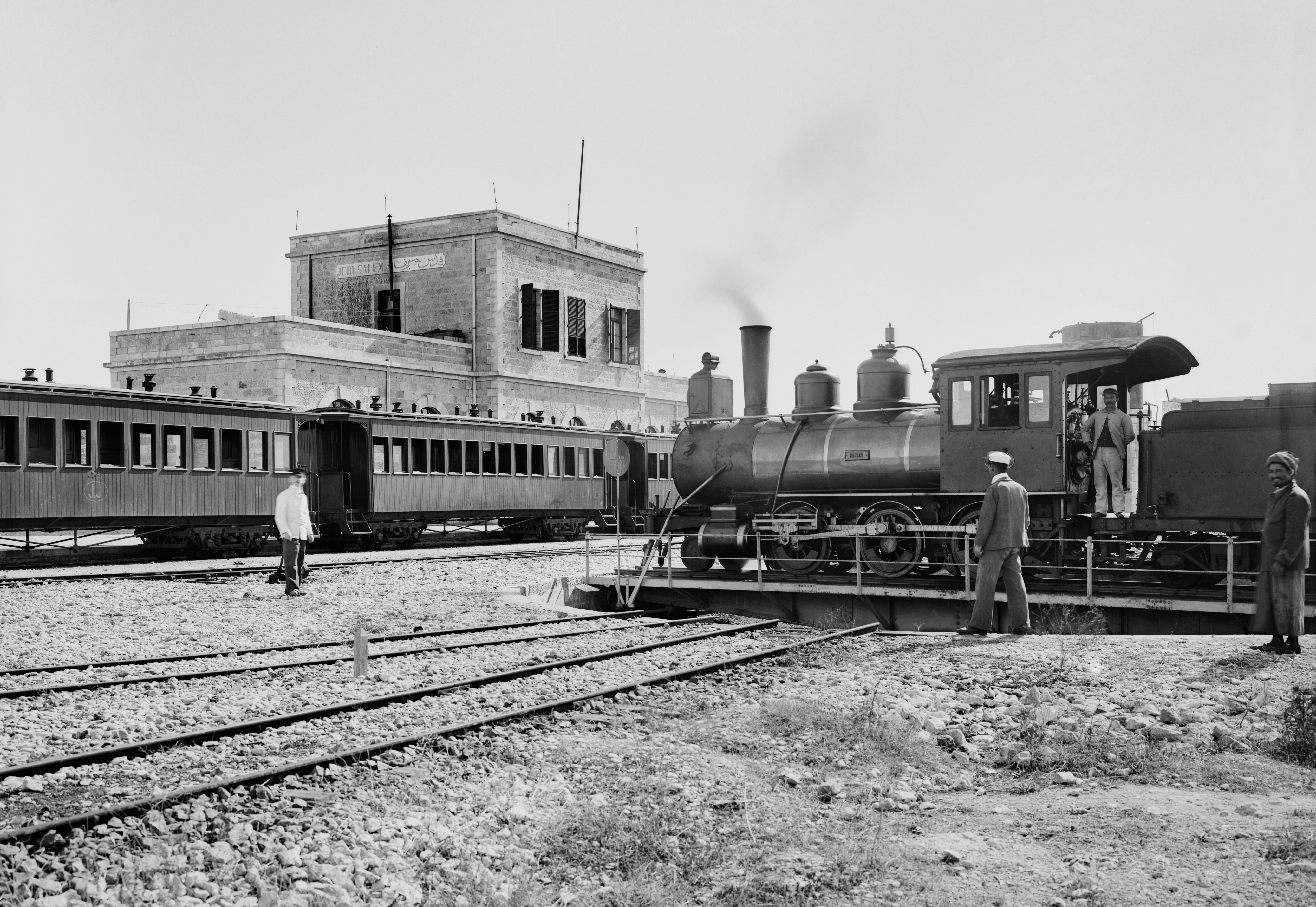
Станция в 1900 году.
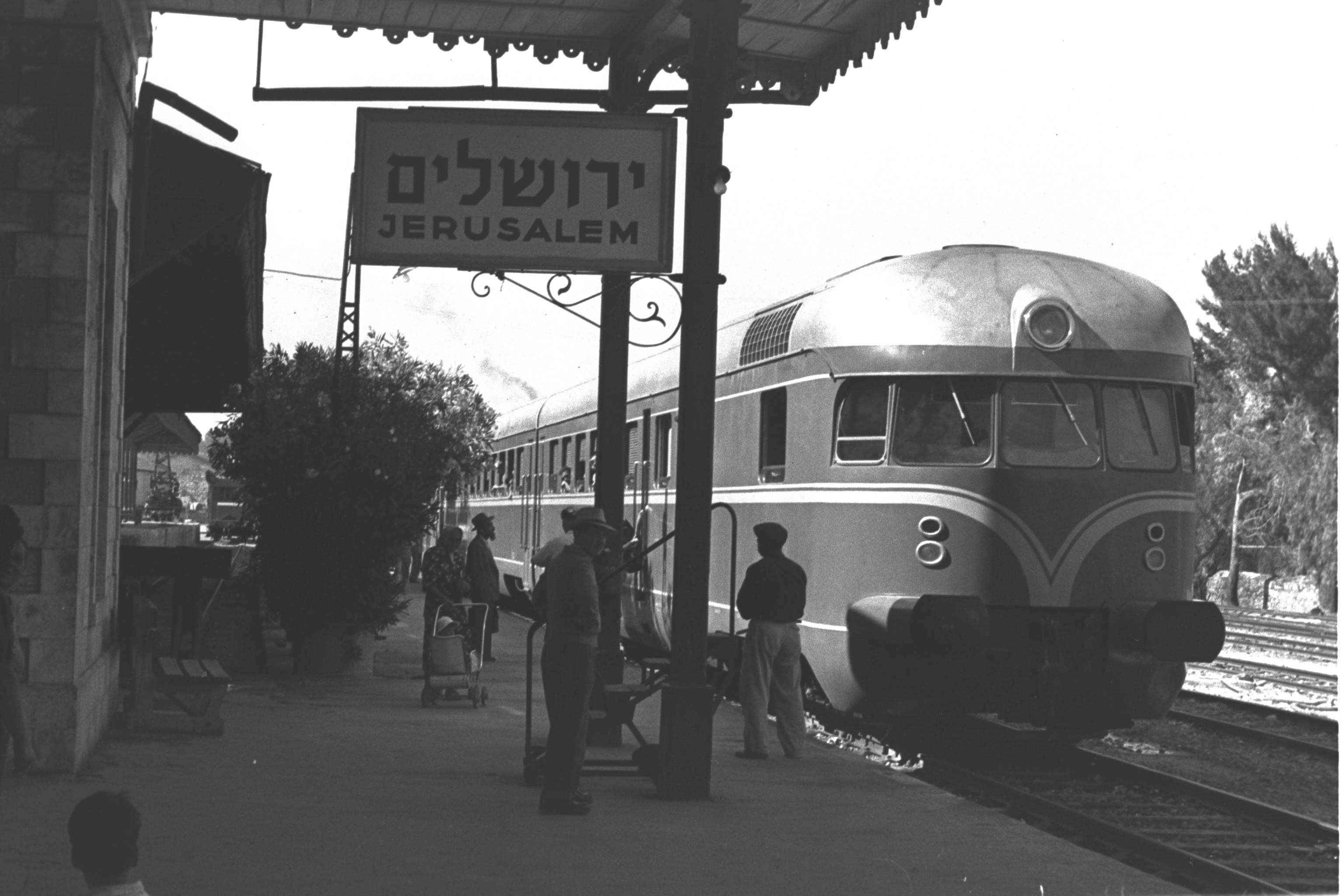
Станция в 1956 году.
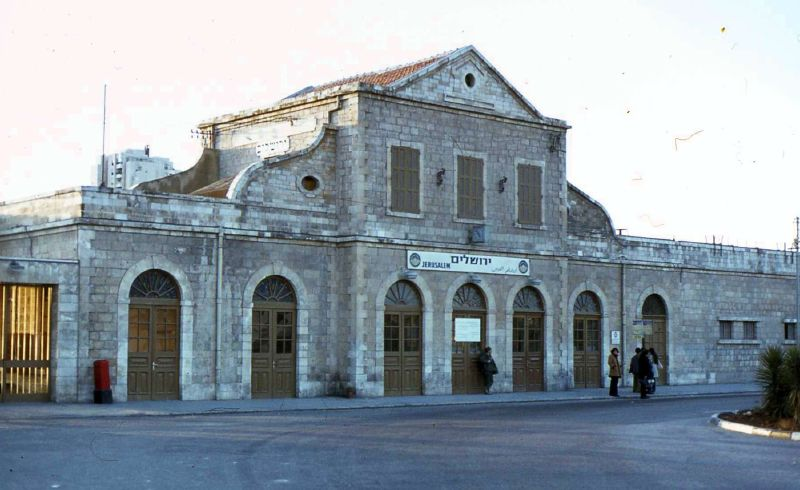
Станция в 1978 году.
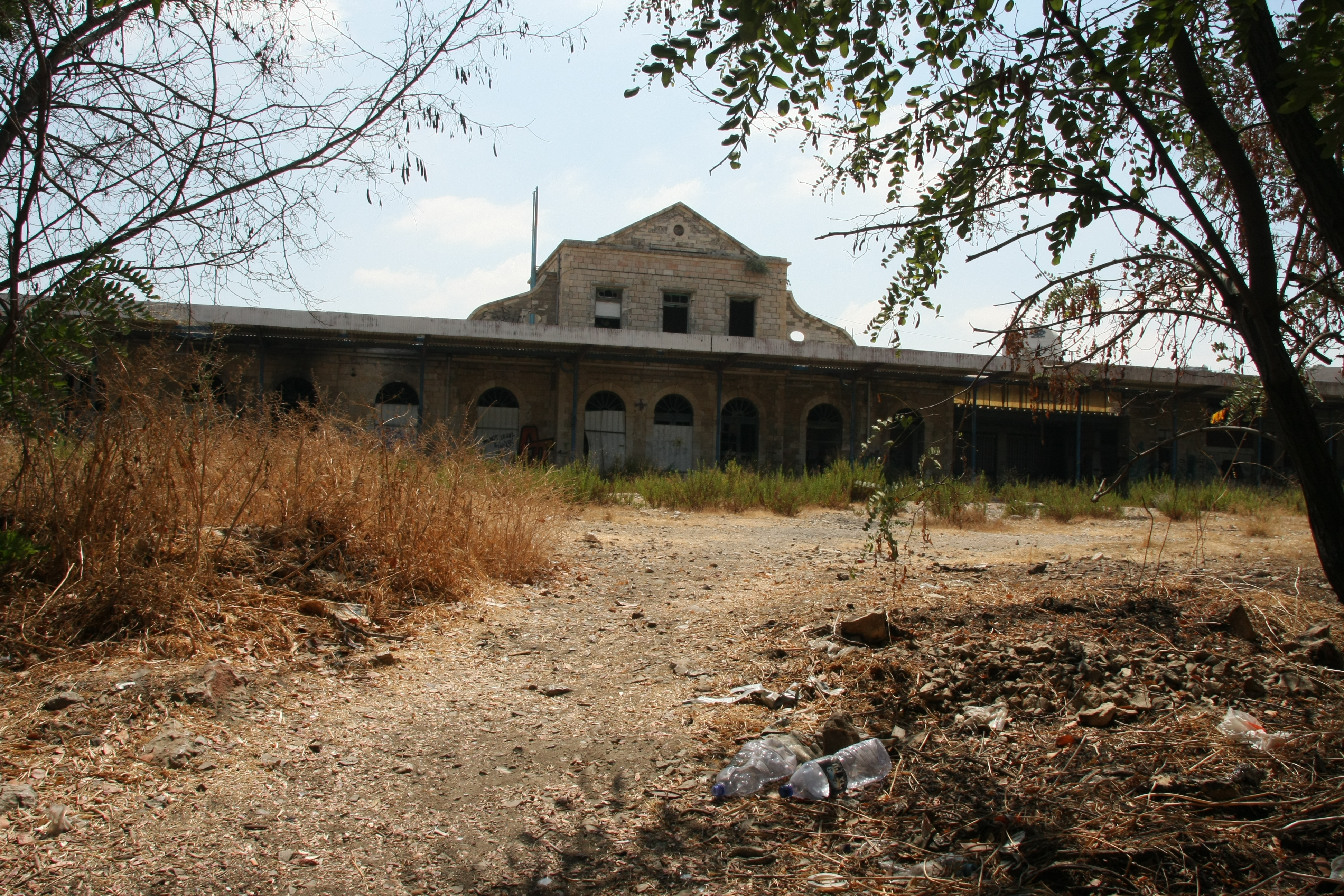
Станция в 2008 году.
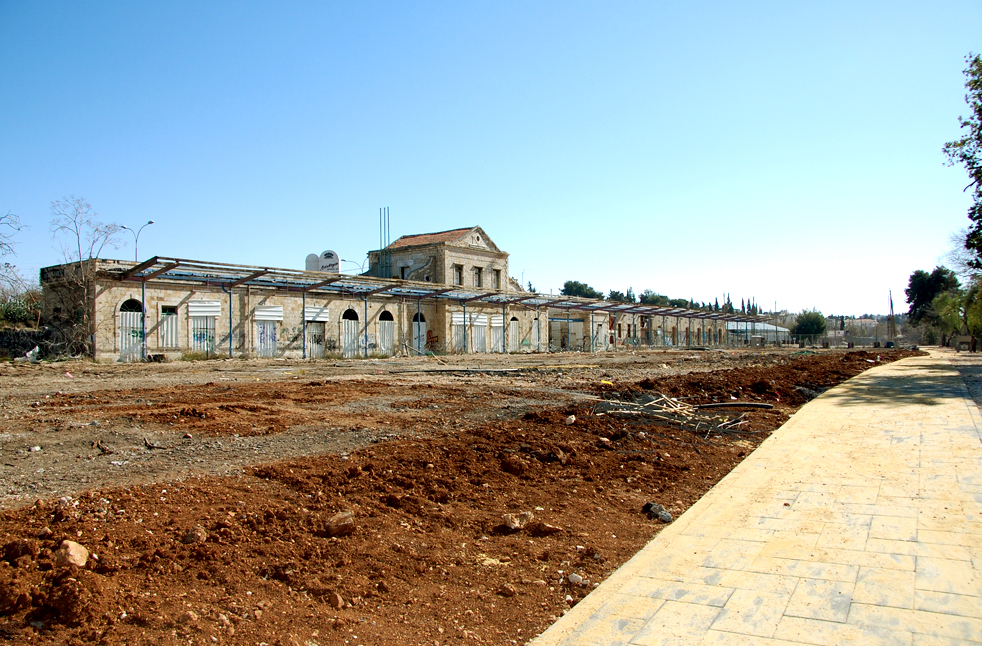
Станция в 2013 году.